# NGC 783
NGC 783 je galaksija u zviježđu Trokut.

## Vanjske poveznice
- SEDS: NGC 783